# Morpho neoptolemus
Morpho neoptolemus är en fjärilsart som beskrevs av Wood 1863. Morpho neoptolemus ingår i släktet Morpho och familjen praktfjärilar. Inga underarter finns listade i Catalogue of Life.